# Alexis Viera
Washington Alexis Viera Barreto (Montevideo, 18 de octubre de 1978) es un exfutbolista colombo-uruguayo. Campeón Uruguayo con los dos clubes grandes de Uruguay,  tanto con Nacional como con Peñarol,  Jugaba como arquero, fue el cuarto arquero uruguayo en la historia de América de Cali después de Ladislao Mazurkiewicz (1980), Luis Barbat (2000-02) y Adrian Berbia (2008).

## Trayectoria

### Inicios
Dio sus primeros pasos en el fútbol en Racing Club de Montevideo, donde se ganó el cariño de los hinchas al atajar dos penales en la serie contra Rampla Juniors.
Es muy recordado por su brillante actuación en los partidos de Octavos de final de Copa Sudamericana contra Boca Juniors de Argentina, cuando atajó varios penales y otorgó a Nacional el pasaje a los cuartos de final de la competición. Se caracteriza por ser un portero de experiencia, con gran manejo del área, rápido en el arco, buen saque y ganador ante todo.

### América de Cali
A comienzos de 2009 es fichado por el campeón colombiano América de Cali, sin embargo, se lesiona gravemente en un juego de pretemporada contra Centauros de Villavicencio. A final del año el arquero uruguayo regresó al once titular de su equipo en Colombia, después de haberse recuperado de una lesión que lo alejó por meses del arco.

### Depor FC
En el mes de junio es fichado por Depor Fútbol Club que juega actualmente en la Primera B Colombiana.

### Regreso al América de Cali
El 3 de abril de 2010, en la fecha 11 del Torneo Apertura, Viera tuvo una gran actuación después de atajar dos penas máximas y anotar una en la victoria por 3 goles a 2 sobre Millonarios. Al término del torneo Viera deja al América de Cali por falta de pago.
Aunque se especuló con un posible regreso al club debido al comienzo del proceso de democratización del mismo, el golero no fue tenido en cuenta por el cuerpo técnico del equipo colombiano y en agosto de ese año firmó con Ñublense de Chile.

Viera estuvo a punto de regresar a Colombia el segundo semestre de 2011 para jugar en el América de Cali; y aunque ya se tenía un 90% de acuerdo con el club colombiano no pudo regresar debido a la inconformidad en lo económico por parte del jugador y su representante, en diciembre de 2012 el propio Viera afirmó su regreso al América de Cali para disputar la temporada 2013 en búsqueda del ascenso.

## Tragedia
El día 25 de agosto de 2015, el jugador fue asaltado junto a su esposa por dos ladrones que querían robarle el dinero retirado previamente en un cajero de la ciudad de Cali (Colombia). Fue herido de bala cerca a la columna vertebral, por lo que necesitó ser internado de urgencia en la clínica Valle del Lilí de la ciudad de Cali, a causa del incidente perdió la movilidad en sus extremidades inferiores, y por tanto se vio obligado a abandonar el fútbol profesional.
Actualmente hace terapia para recuperar movilidad en sus piernas.
El 17 de diciembre del mismo año se confirmó que sí puede caminar.

## Clubes
| Club              | País     | Temporada   | Partidos    | Goles'      |
| ----------------- | -------- | ----------- | ----------- | ----------- |
| Racing Montevideo | Uruguay  | 1995        | Desconocido | Desconocido |
| Peñarol           | Uruguay  | 1996 - 1997 | Desconocido | Desconocido |
| Racing Montevideo | Uruguay  | 1998 - 2002 | Desconocido | Desconocido |
| River Plate       | Uruguay  | 2003 - 2005 | 47          | 0           |
| Nacional          | Uruguay  | 2006 - 2008 | 72          | 0           |
| América de Cali   | Colombia | 2009 - 2010 | 25          | 1           |
| Ñublense          | Chile    | 2010 - 2012 | 65          | 0           |
| América de Cali   | Colombia | 2013 - 2015 | 91          | 8           |
| Atlético de Cali  | Colombia | 2015        | 5           | 0           |

## Palmarés

### Campeonatos nacionales
| Título              | Club        | País    | Año       |
| ------------------- | ----------- | ------- | --------- |
| Campeonato Uruguayo | Peñarol     | Uruguay | 1996      |
| Segunda División    | River Plate | Uruguay | 2004      |
| Campeonato Uruguayo | Nacional    | Uruguay | 2005-06   |
| Torneo Clausura     | Nacional    | Uruguay | 2006      |
| Liguilla            | Nacional    | Uruguay | 2007      |
| Liguilla            | Nacional    | Uruguay | 2008      |
| Torneo Apertura     | Nacional    | Uruguay | 2008      |
| Campeonato Uruguayo | Nacional    | Uruguay | 2008-2009 |

## Goles anotados
| #  | Fecha                   | Torneo           | Partido                               | Modo  | Arquero Rival    |
| -- | ----------------------- | ---------------- | ------------------------------------- | ----- | ---------------- |
| 1. | 3 de abril de 2010      | Primera División | América de Cali 3-2 Millonarios       | Penal | Juan Obelar      |
| 2. | 4 de febrero de 2013    | Segunda División | América de Cali 4-2 Expreso Rojo      | Penal | Carlos Lasprilla |
| 3. | 9 de febrero de 2013    | Segunda División | América de Cali 1-2 Cortuluá          | Penal | Mauricio Mafla   |
| 4. | 3 de abril de 2013      | Amistoso         | América de Cali 1-1 Atlético Nacional | Penal | Franco Armani    |
| 5. | 8 de abril de 2013      | Segunda División | América de Cali 3-0 Deportivo Pereira | Penal | Miguel Vargas    |
| 6. | 17 de abril de 2013     | Segunda División | América de Cali 3-0 Fortaleza CEIF    | Penal | César Giraldo    |
| 7. | 14 de noviembre de 2013 | Segunda División | América de Cali 2-3 Real Cartagena    | Penal | Jairo Rincón     |
| 8. | 3 de enero de 2014      | Segunda División | América de Cali 1-0 Cúcuta Deportivo  | Penal | Miguel Vargas    |
| 9. | 18 de febrero de 2014   | Segunda División | América de Cali 5-0 Bogotá FC         | Penal | Yasser Chávez    |